# Nicolas Maréchal
Nicolas Maréchal (* 4. März 1987 in Sainte-Catherine) ist ein französischer Volleyball-Nationalspieler.

## Karriere
Maréchal begann seine Karriere bei Harnes Volley-Ball. Von 2006 bis 2009 spielte er bei Tourcoing Lille Métropole Volley-Ball. Mit dem Verein erreichte er 2007 und 2009 das nationale Pokalfinale und wurde 2009 Vizemeister. Anschließend wechselte der Außenangreifer zum Ligakonkurrenten Stade Poitevin Poitiers. Mit dem Verein wurde er 2011 französischer Meister. Ein Jahr später war Poitiers Vizemeister. In der Saison 2012/13 spielte Maréchal bei AS Cannes Volley-Ball. Danach ging er nach Polen zu Jastrzębski Węgiel. Mit dem Verein wurde er Dritter in der Champions League 2013/14. Anschließend wechselte er innerhalb der polnischen Liga zu Skra Bełchatów. Mit der französischen Nationalmannschaft gewann er 2015 die Weltliga. Im selben Jahr wurde er mit Frankreich im Finale gegen Slowenien Europameister.
Mit Bełchatów gewann er in der Saison 2015/16 den polnischen Pokal. In der Weltliga 2016 kam er mit der Nationalmannschaft auf den dritten Platz. Mit Frankreich nahm er auch an den Olympischen Spielen 2016 teil. In der Saison 2016/17 spielte er beim türkischen Verein Istanbul BBSK. Anschließend wechselte er wieder nach Italien zu Bunge Ravenna. Mit dem Verein gewann er den Challenge Cup 2017/18. In der Saison 2018/19 spielte er für den russischen Erstligisten VK Jenissei Krasnojarsk. Danach wechselte er zum polnischen Verein Asseco Resovia Rzeszów. 2020 wurde Maréchal vom deutschen Bundesligisten VfB Friedrichshafen verpflichtet.